# Dekanat mołodeczański (eparchia mołodeczańska)
Dekanat mołodeczański – jeden z dwunastu dekanatów wchodzących w skład eparchii mołodeczańskiej Egzarchatu Białoruskiego Patriarchatu Moskiewskiego.

## Parafie w dekanacie
- Parafia św. Aleksandra Newskiego w Chożowie
  - Cerkiew św. Aleksandra Newskiego w Chożowie
- Parafia Świętej Trójcy w Gródku
  - Cerkiew Świętej Trójcy w Gródku
- Parafia Położenia Ryzy Matki Bożej w Hruzdowie
  - Cerkiew Położenia Ryzy Matki Bożej w Hruzdowie
- Parafia św. Jerzego Zwycięzcy w Mołodecznie
  - Cerkiew św. Jerzego Zwycięzcy w Mołodecznie
- Parafia Narodzenia Pańskiego w Mołodecznie
  - Cerkiew Narodzenia Pańskiego w Mołodecznie
- Parafia Opieki Matki Bożej w Mołodecznie
  - Cerkiew Opieki Matki Bożej w Mołodecznie
- Parafia Wszystkich Świętych w Mołodecznie
  - Cerkiew Wszystkich Świętych w Mołodecznie
- Parafia Zaśnięcia Matki Bożej w Mołodecznie
  - Sobór Zaśnięcia Matki Bożej w Mołodecznie
- Parafia św. Pantelejmoma w Wywierach
  - Cerkiew św. Pantelejmona w Wywierach

## Galeria

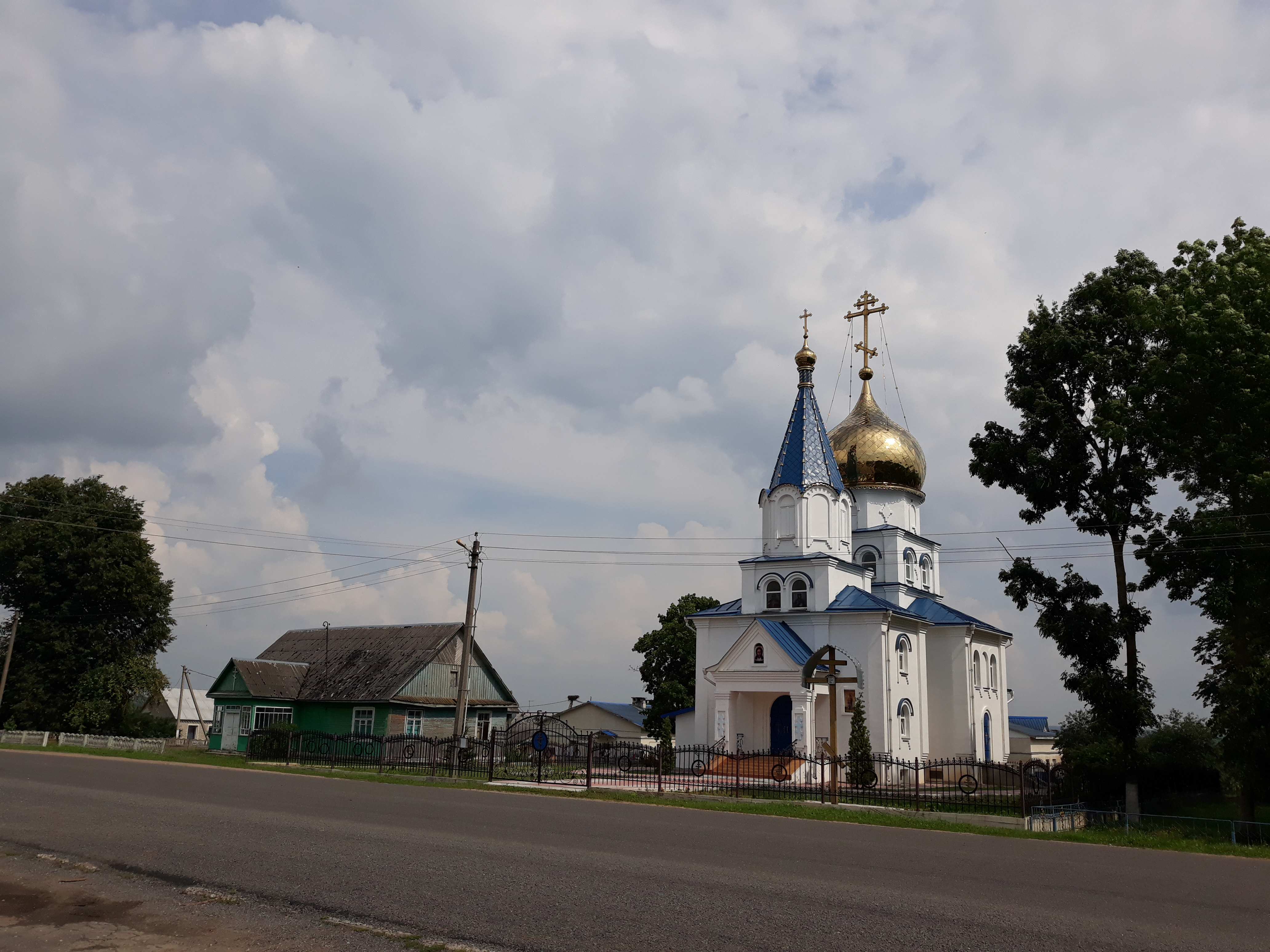
Cerkiew św. Aleksandra Newskiego w Chożowie
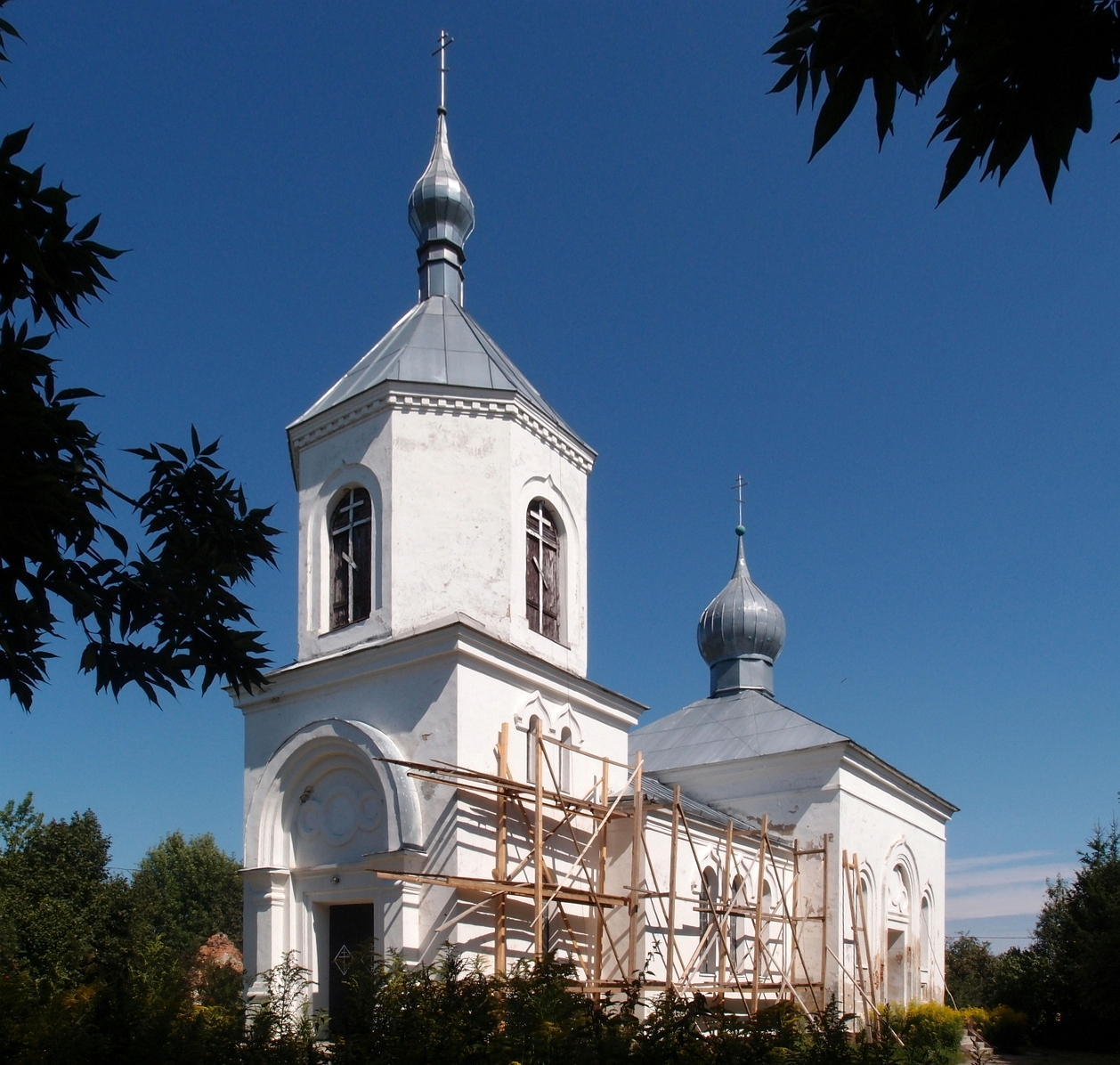
Cerkiew Świętej Trójcy w Gródku
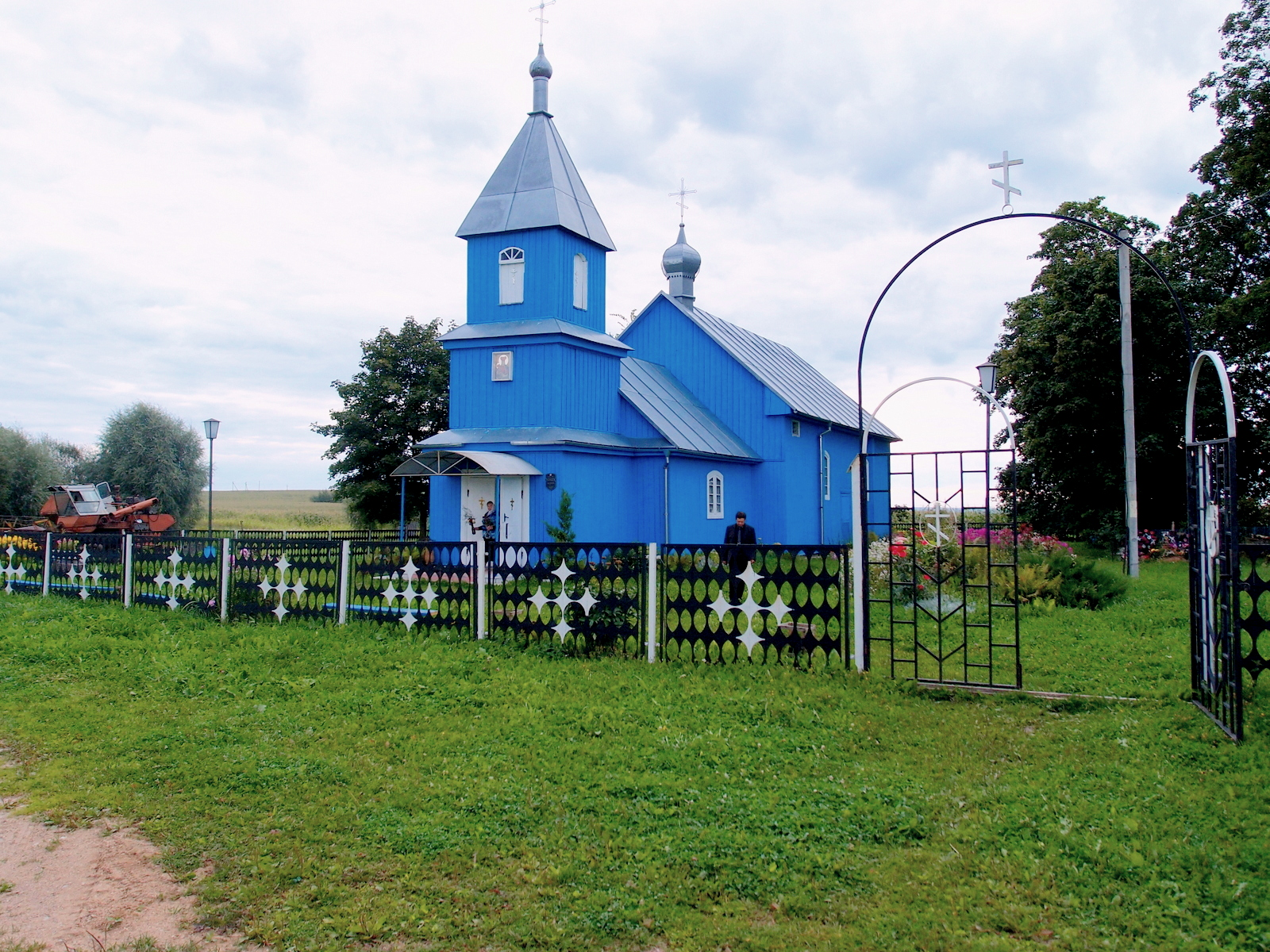
Cerkiew Położenia Ryzy Matki Bożej w Hruzdowie
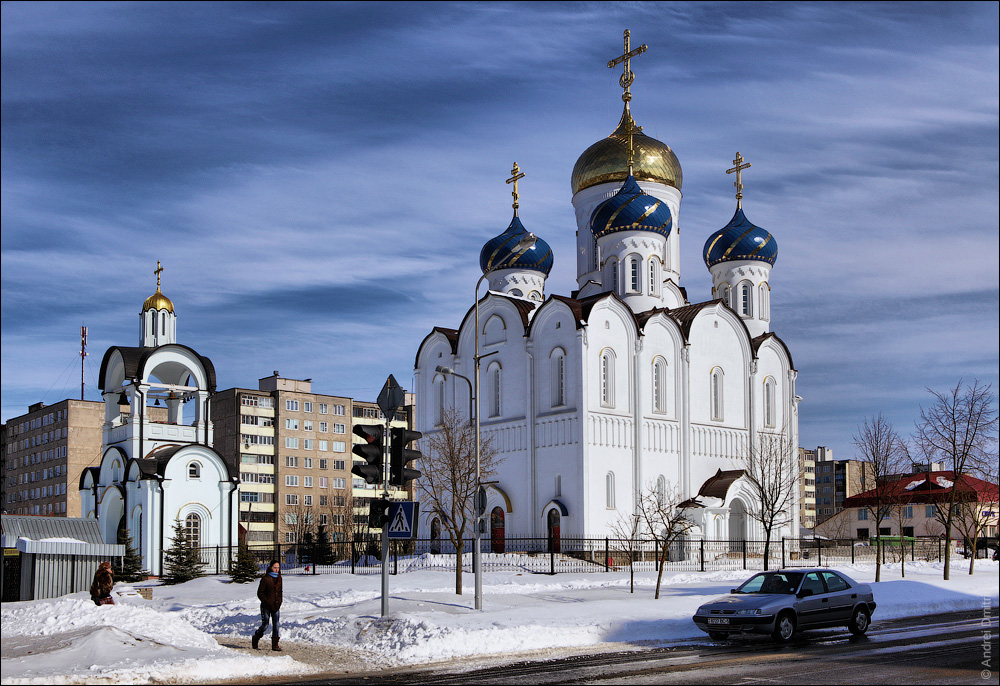
Sobór Zaśnięcia Najświętszej Maryi Panny w Mołodecznie
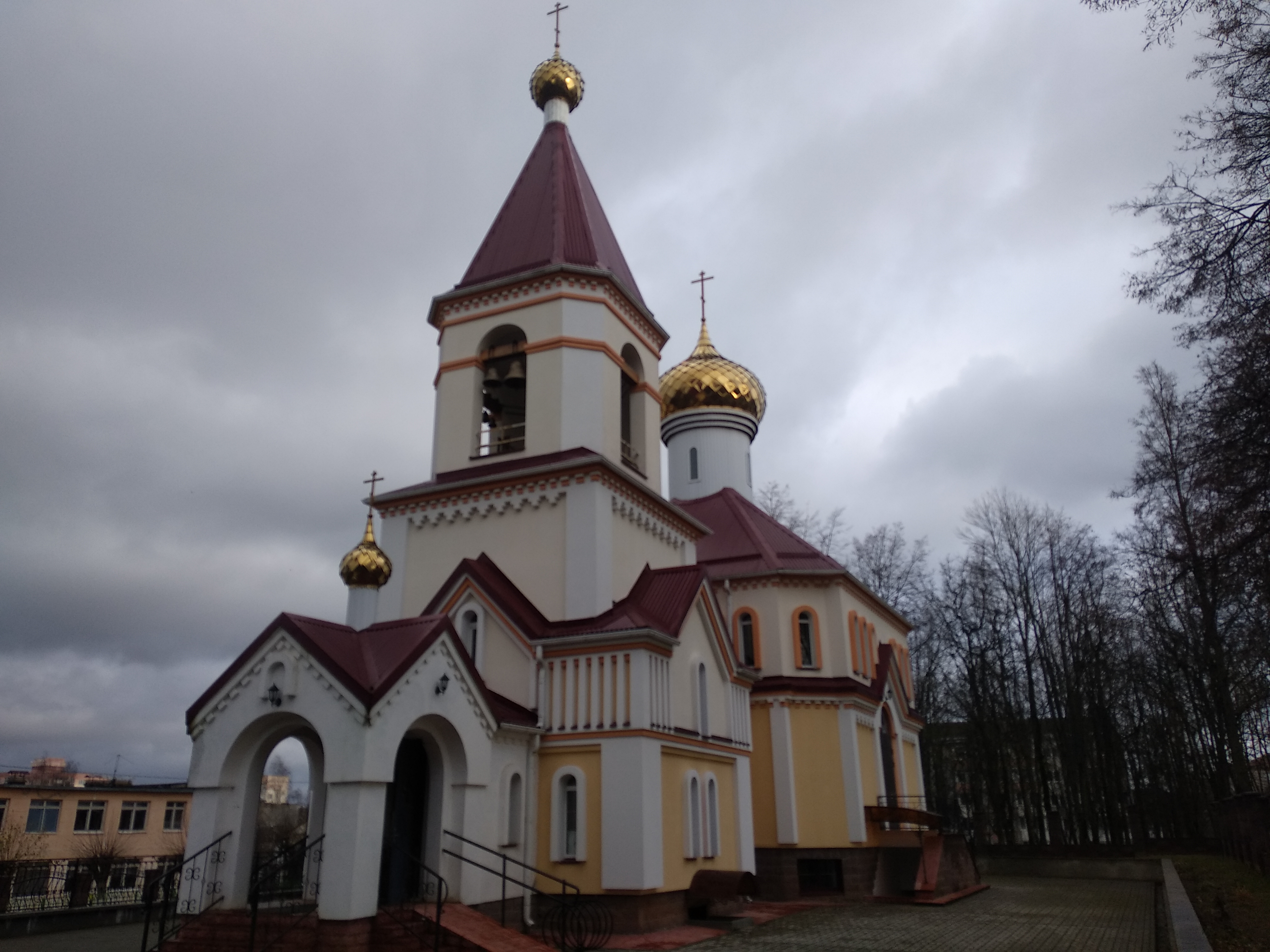
Cerkiew św. Jerzego Zwycięzcy w Mołodecznie